# Firelight (película de 1997)
Firelight es una película británica de 1997 escrita y dirigida por William Nicholson y protagonizada por Sophie Marceau y Stephen Dillane. Filmada en locaciones de Firle, Inglaterra y Calvados, Francia, la película fue estrenada en el Festival de Cine de Deauville el 14 de septiembre de 1997. Firelight fue la primera experiencia de Nicholson como director cinematográfico.

## Sinopsis
Escrita por William Nicholson, la película trata sobre una mujer que acepta tener el hijo de un hacendado inglés anónimo a cambio de un pago para resolver las deudas de su padre. Cuando el bebé nace, la mujer lo entrega según lo acordado. Siete años después, la mujer es contratada como institutriz de una niña en una remota finca de Sussex, cuyo padre es el hacendado.

## Reparto
- Sophie Marceau es Elisabeth Laurier.
- Stephen Dillane es Charles Godwin.
- Dominique Belcourt es Louisa Godwin.
- Kevin Anderson es John Taylor.
- Lia Williams es Constance.
- Joss Ackland es Lord Clare.
- Sally Dexter es Molly Holland.
- Emma Amos es Ellen.
- Wolf Kahler es Sussman.
- Annabel Giles es Amy Godwin.
- Valerie Minifie es Hannah.
- John Hodgkinson es Carlo.[4]